# Neoromicia isabella
Neoromicia isabella — вид рукокрилих родини Лиликові (Vespertilionidae). Видовий епітет стосується відтінку ізабелла — блідо-сіро-жовтий, блідо-жовтувато-коричневий, блідо-кремово-коричневий або пергаментний колір.

## Поширення, поведінка
Вид знайдений на горі Німба у Гвінеї та Ліберії. Живе в гірських лісах. Харчується комахами.

## Морфологія
Невеликого розміру, із загальною довжиною від 74 до 80 мм, довжина передпліччя від 28 до 31,7 мм, довжина хвоста від 24 до 36 мм, довжина стопи від 5 до 7,3 мм, довжина вуха від 10 до 13 мм і маса до 5,5 грама.
Спинні частини тіла білуваті з кінчиками волосся вершково-жовтого кольору; черевні частини тіла білуваті або кремові. Морда коротка і широка, губи білуваті. Вуха трикутної форми, білуваті й із коричневими та закругленими кінцями. Крилові мембрани білого кольору. Хвіст довгий і повністю включений у велику мембрану. Передпліччя і ноги світло-коричневі. 